# Ужова
Ужова (укр. Ужова) — село в Копачовской сельской общине Луцкого района Волынской области Украины.
До 2020 года входило в Рожищенский район.
Код КОАТУУ — 0724582103. Население по переписи 2001 года составляет 115 человек. Почтовый индекс — 45143. Телефонный код — 3368. Занимает площадь 0,51 км².